# Russell Alan Hulse
Russell Alan Hulse (Nova Iorque, 28 de novembro de 1950) é um físico estadunidense, especialista no estudo de pulsares e ondas gravitacionais. Recebeu o Nobel de Física de 1993, compartilhado com seu orientador de tese Joseph Hooton Taylor Jr., "pela descoberta de um novo tipo de pulsar, uma descoberta que abriu novas possibilidades para o estudo da gravitação".

## Biografia
Hulse nasceu em Nova York e se formou na Bronx High School of Science e na Cooper Union. Ele recebeu seu PhD em física pela Universidade de Massachusetts Amherst em 1975.
Enquanto trabalhava em sua tese de doutorado, ele foi um acadêmico em 1974 no Observatório de Arecibo, em Porto Rico, da Universidade de Cornell. Ele trabalhou com Taylor em uma pesquisa em grande escala para pulsares. Foi este trabalho que levou à descoberta do primeiro pulsar binário.
Em 1974, Hulse e Taylor descobriram o pulsar binário PSR B1913, que é composto por um pulsar e uma estrela companheira negra. A rotação da estrela de nêutrons emite impulsos que são extremamente regulares e estáveis na região da onda de rádio e está próxima à gravitação do corpo material condensado (não detectável no campo visível). Hulse, Taylor e outros colegas usaram este primeiro pulsar binário para fazer testes de alta precisão da relatividade geral, demonstrando a existência de radiação gravitacional. Uma aproximação dessa energia radiante é descrita pela fórmula da radiação quadrupolar de Albert Einstein (1918).
Em 1979, pesquisadores anunciaram medições de pequenos efeitos de aceleração dos movimentos orbitais de um pulsar. Esta foi a prova inicial de que o sistema dessas duas massas móveis emite ondas gravitacionais.

## Últimos anos
Depois de receber seu PhD, Hulse fez pós-doutorado no Observatório Nacional de Radioastronomia em Green Bank, Virgínia Ocidental. Mudou-se para Princeton, onde trabalhou por muitos anos no Princeton Plasma Physics Laboratory. Ele também trabalhou em educação científica e, em 2003, ingressou na Universidade do Texas em Dallas como professor visitante de física e de educação matemática e ciências.
Em 1993, Hulse e Taylor dividiram o Prêmio Nobel de Física pela descoberta do primeiro pulsar binário.
Hulse foi eleito membro da Associação Americana para o Avanço da Ciência em 2003, e é citado no American Men and Women of Science.
Em 2004, Hulse juntou-se à Universidade do Texas em Dallas e tornou-se o Diretor Fundador do UT Dallas Science and Engineering Education Center (SEEC).

Em julho de 2007, Hulse juntou-se ao conselho consultivo da Aurora Imaging Technology.